# Lomano Lemeki
Lomano Lemeki (20 de janeiro de 1989) é um jogador de rugby sevens japonês. Lemeki é nascido na Nova Zelândia.

## Carreira
Lomano Lemeki integrou o elenco da Seleção Japonesa de Rugbi de Sevens, na Rio 2016, que foi 4º colocada, ele fez quatro tries.